# Waterrietzanger
De waterrietzanger (Acrocephalus paludicola) is een kwetsbare zangvogel uit de familie Acrocephalidae. Het is een lange-afstandstrekker die broedt in Centraal- en Oost-Europa en overwintert in West-Afrika. De waterrietzanger is de enige zangvogel uit Europa die op wereldschaal bedreigd wordt. De soort is hard achteruit gegaan in de 20e eeuw en is toen in de laatst overgebleven broedgebieden van West-Europa verdwenen. Sinds het begin van de 21e eeuw is de soort ook verdwenen uit Hongarije en de geïsoleerde populaties in West-Siberië en West-Pommeren zijn in kritiek gevaar. Daarnaast is het in Nederland ook een voormalige broedvogel en is momenteel alleen nog enkele keren als doortrekker te zien.

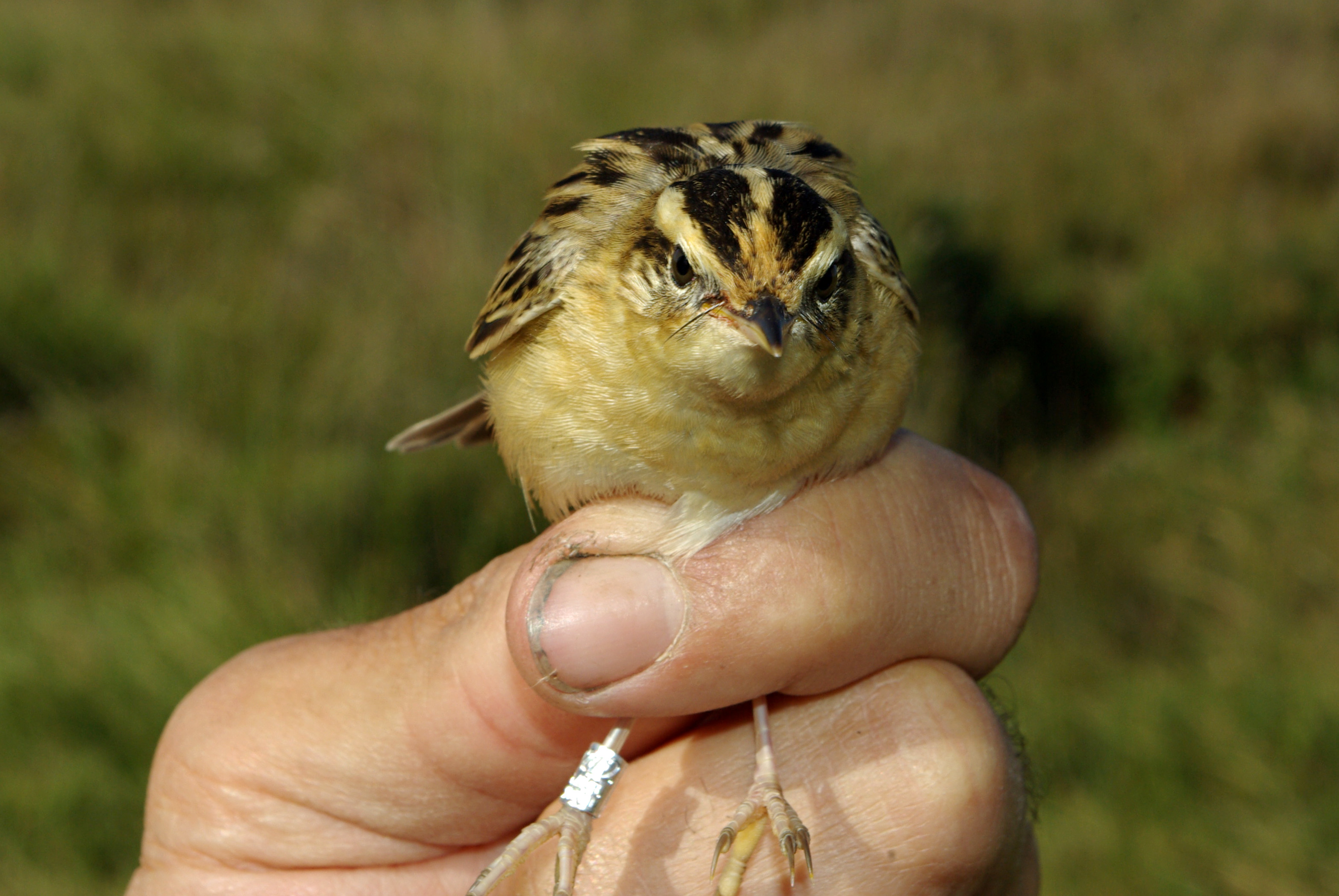
Foto waarop de wenkbrauwstrepen en kruinstreep goed zichtbaar zijn.

## Kenmerken
Deze kleine zangvogel heeft een lengte tussen de 11,5 en 13 centimeter. De waterrietzanger gelijkt sterk op de rietzanger (Acrocephalus schoenobaenus), maar heeft een contrastrijker verenkleed, met duidelijke, zwarte en lichtgele strepen op het bovenlijf. De rietzanger is van bovenaf egaler. Onderscheidt zich misschien nog wel het beste van de rietzanger door zijn prominente lichtgele kruinstreep. Daarnaast hebben beide soorten een brede wenkbrauwstreep. Het gedeelte tussen de wenkbrauwstrepen en de kroonstreep is zwart. De mannetjes en vrouwtjes hebben hetzelfde verenkleed.

## Voedsel
In het broedgebied bestaat zijn voedsel voornamelijk uit geleedpotigen. Spinachtigen, tweevleugeligen, vlinders (vaak rupsen) en schietmotten beslaan ca. 70% van het totale dieet. Een verscheidenheid aan prooien is essentieel omdat het vrouwtje de jongen zelfstandig voedt.

## Broeden
De leg begint kort na de aankomst en is op zijn vroegst in midden mei. Veel vrouwtjes broeden twee keer per broedseizoen en het tweede broedsel wordt gewoonlijk in midden juni of eind juni gelegd. De jongen vliegen na 15 à 16 dagen uit. Het nest wordt op de grond gebouwd onder zeggen, in holen gemaakt tussen pollen, onder een afdak van groene vegetatie of vlak boven het water tegen een afgebroken stobbe aan. Clusters met meerdere broedparen worden gevonden op plekken waar veel voedsel aanwezig is.

## Verspreiding en achteruitgang
De waterrietzanger is een zeldzame broedvogel van Centraal- en Oost-Europa die doorgaans in de broedgebieden te vinden zijn tussen mei en augustus (sommigen al vanaf eind april). De centraal gelegen populatie bevat nog het meeste aantal broedparen, waarvan hun aantal in 2015 werd geschat op ca. 3.086-7.029 in Wit-Rusland, 3.200 in Oost-Polen, 2.600-3.400 in Oekraïne en 60-90 in Litouwen. De zogeheten West-Pommersche populatie uit Duitsland en het westen van Polen is genetisch gezien afwijkend en wordt ernstig bedreigd. Het aantal zingende mannetjes in deze populatie wordt geschat op 54-55 in 2009/2010 en is geografisch gezien ook geïsoleerd. In Duitsland is het aantal broedparen zeer laag en in 2009 werden er zelfs helemaal geen zingende mannetjes waargenomen. In 2010, 2012 en 2013 werden er wel zingende mannetjes gevonden. Deze bevonden zich in Nationaal Park Unteres Odertal vlak bij Schwedt/Oder. Het voorkomen in Duitsland is daarom volledig afhankelijk van de situatie in het westen van Polen. In 2004-2006 bevonden de meeste mannetjes in West-Polen zich in de moerassen rondom Rozwarowo. Een derde populatie bevindt zich in West-Siberië en is ook ernstig bedreigd. Hun aantallen werden in 2001 geschat op 50-500 mannetjes. Deze populatie ligt op 4.000 km afstand van de centrale populatie en er wordt gevreesd dat deze inmiddels al verdwenen is. In dat geval is de waterrietzanger een endemische broedvogel van Europa geworden. In Hongarije broedde een geïsoleerde populatie die toenam tot 386 en 700 mannetjes in 2001, maar tussen 2002 en 2007 zo scherp achteruit ging dat deze uitstierf.
De waterrietzanger is in Nederland een voormalige broedvogel en tegenwoordig een schaarse tot zeldzame doortrekker die tussen eind juli en begin september gezien kan worden. Tijdens de voorjaarstrek wordt de waterrietzanger zelden opgemerkt. Tussen 1980 en 1992 werden 146 bevestigde waarnemingen gedocumenteerd.
Broedde vroeger ook in Frankrijk, België, voormalig West-Duitsland, voormalig Tsjechoslowakije, voormalig Joegoslavië, Italië en Oostenrijk.
De wegtrek begint op zijn vroegst in juli en is in eerste instantie in westelijke richting. In West-Europa worden de meeste waarnemingen in midden augustus gedaan. Vanuit België en Frankrijk volgen ze de Atlantische kust richting het zuiden. Ze bereiken Noord-Afrika vanaf september en komen vanaf oktober aan in Mauritanië. Tijdens de trekperiode worden vaak moerassen langs de kust als tussenstop gebruikt. Ze komen vanaf november aan in de overwinteringsgebieden. Er is over die overwinteringsgebieden niet veel bekend, maar ten minste 20% van de wereldpopulatie overwintert in Nationaal Park Djoudj in de Sénégaldelta. Zoektochten naar de waterrietzanger in West-Afrika resulteerde in 2011 in de vondst van andere overwinteringsgebieden in het zuidwesten van Mauritanië en de Nigerdelta in Mali. De wegtrek uit de overwinteringsgebieden begint vanaf het midden van maart.

## Oorzaak van de achteruitgang
De waterrietzanger is hard in aantal achteruit gegaan en uit vele gebieden verdwenen vanwege drainage van zijn broedbiotoop, turfwinning, het reguleren van het waterpeil, het aanleggen van dijken, het intensiveren van het landgebruik, ongeschikt beheer van natuurgebieden, verstoring door mensen en eutrofiëring als gevolg van drainage en afvalwater. Het tegenovergestelde gebeurt in gebieden in Oost-Europa, waar mensen landelijke gebieden verlaten. Het land wordt niet meer bewerkt en dus zorgt successie ervoor dat het gebied overgroeid raakt. Voor de waterrietzanger heeft dit negatieve gevolgen.

## Biotoop

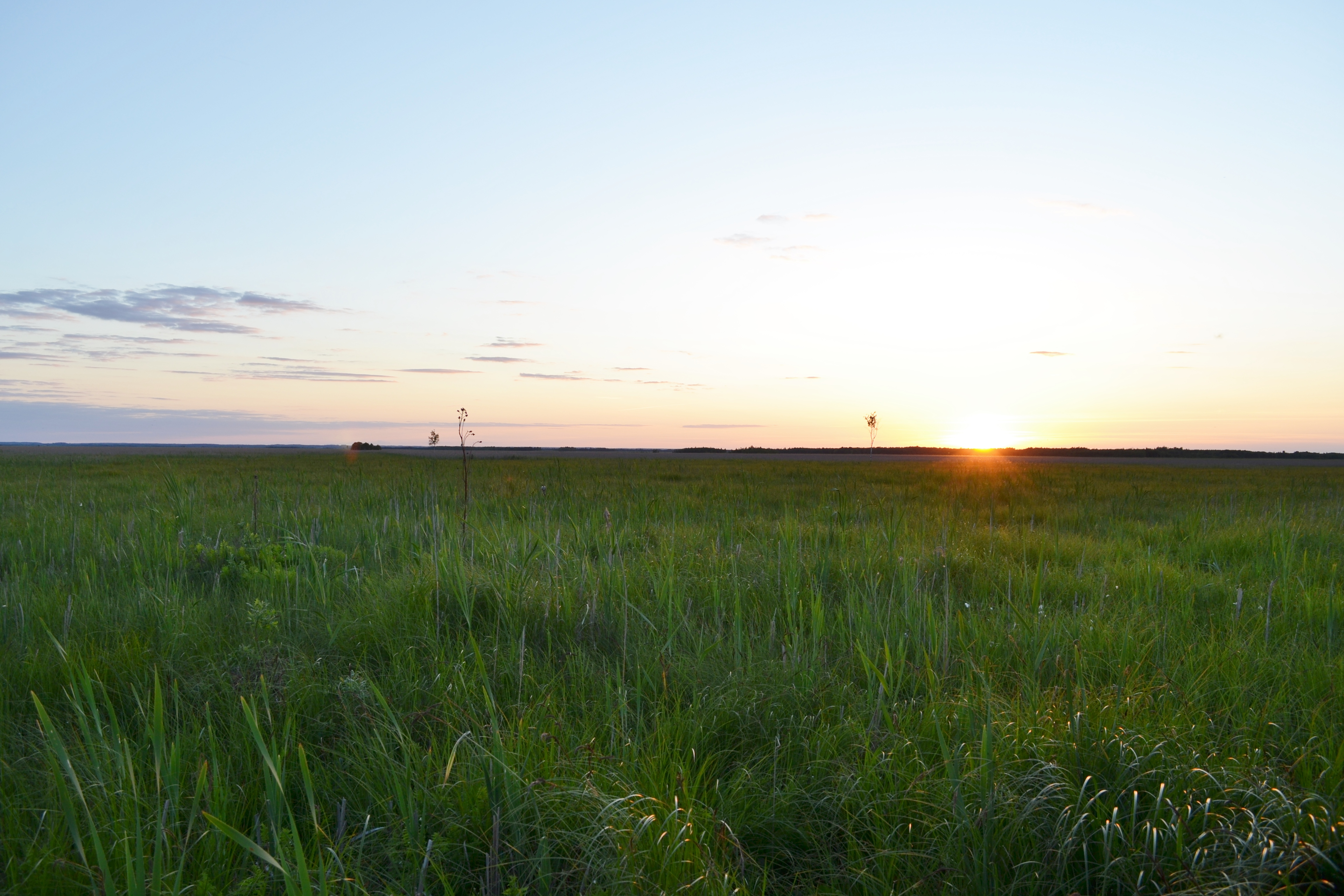
Broedbiotoop van de waterrietzanger in de Biebrzavallei, Polen.

De waterrietzanger broedt in zeggemoerasvegetaties met een waterdiepte tussen de 1 en 10 cm en natte mostapijten. In Polen en Wit-Rusland zijn gebieden met o.a. stijve zegge (Carex elata), ronde zegge (Carex diandra), snavelzegge (Carex rostrata), paardenhaarzegge (Carex appropinquata), draadzegge (Carex lasiocarpa), veenpluis (Eriophorum angustifolium), slank wollegras (Eriophorum gracile) en verschillende soorten mossen zeer belangrijk als broedbiotoop. In de Oderdelta worden percelen met rietgras (Phalaris arundinacea) en grote vossenstaart (Alopecurus pratensis) gebruikt die eens of tweemaal per jaar gemaaid worden en waartussen vooral zwarte zegge (Carex nigra), scherpe zegge (Carex acuta) en tweerijige zegge (Carex disticha) groeien.
In Nationaal Park Djoudj is de waterrietzanger waargenomen in moerassen die gedomineerd worden door Sporobolus robustus en soorten uit het geslacht Scirpus. Ze hebben een voorkeur voor ondiepe gedeelten in het moeras. Ze vermijden echter wel dichte opslag met heen (Scirpus maritimus). In geschikte gebieden varieert de dichtheid aan waterrietzangers tussen de 0,5 en 1,6 individuen per hectare.

## Status

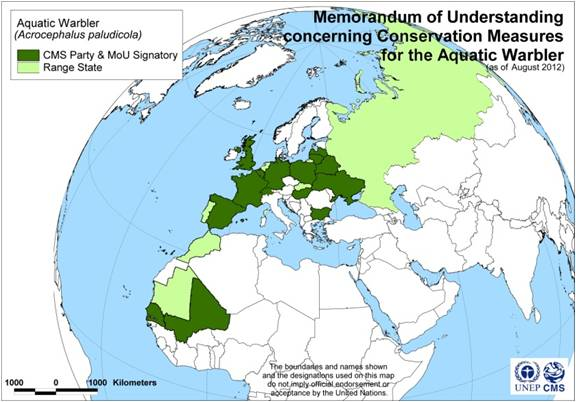
Landen die de Aquatic Warbler Memorandum of Understanding hebben ondertekend.

De totale populatie wordt in 2015 geschat op slechts 9.000-13.800 paren (gebaseerd op getelde zingende mannetjes). De waterrietzangers broeden verspreid over minder dan 40 gebieden in slechts zes landen. Gedurende de 20e eeuw is de soort met meer dan 90% in aantal achteruit gegaan. Dankzij een intensief beschermingsprogramma is in delen van Centraal- en Oost-Europa de achteruitgang gestopt. De kans op uitsterven is daardoor kleiner omdat zij de kern van het verspreidingsgebied vormen, maar de kwetsbare populaties in de Odervallei en West-Siberië lopen nog wel een groot risico om te verdwijnen. Om deze redenen staat de waterrietzanger als kwetsbaar op de Rode Lijst van de IUCN.
Op Europees niveau is de waterrietzanger ingeschaald als bedreigd. De soort is beschermd onder Annex I van de Vogelrichtlijn in de Europese Unie, onder Appendix II van de Conventie van Bern en Appendix I van de Conventie van Bonn.
Sinds 30 april 2003 is het Aquatic Warbler Memorandum of Understanding opgezet, onder de vleugels van de Conventie van Bonn. Het doel is om de waterrietzanger gerichter te beschermen. Zestien landen die binnen het verspreidingsgebied vallen hebben het memorandum ondertekend en ook Birdlife International ondersteunt dit. Daaruit is een actieplan voor de soort gekomen. De landen die het memorandum hebben getekend moeten wettelijke maatregelen nemen om de soort te beschermen, ze moeten de biotoop en de soort zelf beschermen, alsook inventarisaties en onderzoek doen naar de soort en lokale gemeenschappen bij de bescherming van de waterrietzanger betrekken.

## Geluid
Is goed te herkennen aan de zang, welke begint met een rollend trrrr en onmiddellijk wordt gevolgd door een reeks schelle fluittonen, jüjüjüjü of didididi. Zingt vaak langere perioden beginnend met het rollende trrr, gevolgd door de fluitreeks en vervolgens een korte pauze, om dan weer opnieuw te beginnen. Soms iets complexer met 4-5 verschillende motieven. Zingt vaak 's nachts en in de schemering. De zang wordt een enkele keer vanuit een korte zangvlucht ten gehore gebracht. De roep klinkt als een klikkend tsjak, of wanneer nerveus een rietzangerachtig errrr. De alarmroep is een sprinkhaanachtig tscht.

## Gelijkende soorten
- Rietzanger (Acrocephalus schoenobaenus) Qua uiterlijk.